# Salinópolis
Salinópolis, comumente chamada Salinas, é um município brasileiro do estado do Pará, localizada à uma latitude 00º36'49" sul e à uma longitude 47º21'22" oeste, na Região Norte do Brasil, na Região Geográfica de Capanema, em uma área de 218,8 km², distante cerca de 220 km da capital do estado, Belém.

## História
De acordo com o padre Florêncio Dubois, a fundação de Salinópolis é vinculada ao contexto de proteção da Amazônia pelos colonizadores portugueses contra as invasões francesas e holandesas no contexto do período colonial brasileiro e, a então região de Viriandeua (atual Salinópolis) estava em uma posição militarmente estratégica, com a finalidade de proteger o litoral das embarcações invasoras que seguiam em direção à baía do Marajó e à foz do rio Amazonas, as principais entradas da então Conquista do Pará (1615–1621).
Porém a finalidade militar da região provavelmente não avançou, pois diferente de outros povoados com o mesmo propósito, atualmente não vêmos na paisagem de Salinópolis (como nas cidades estabelecidas nos rios da amazônia) estruturas espaciais fortificadas voltados para este fim, como por exemplo um forte militar.
Por volta de 1645, os misionários jesuítas foram os primeiros colonizadores europeus do projeto colonial amazônida a se fazerem presente na então região de Viriandeua. Como ocorreu em quase todo o território brasileiro, os religiosos apropriaram-se dos saberes indígenas para explorar ao máximo os recursos naturais locais e, entre as atividades produtivas já desenvolvidas por eles, a extração de sal e a salga de peixe chamaram mais a atenção dos religiosos, pois viram nessas atividades a obtenção de lucro.
Com o nome de Salinas, foi elevado à condição de vila em 2 de novembro de 1882, desmembrado-a do município de Maracanã (lei provincial 1 081). Em 1901, já no período republicano, passou de vila a cidade, mantendo a mesma denominação de Salinas (lei estadual 797 de 22 de outubro).
Em 1930, o município foi extinto, e seu território, reintegrado ao município de Maracanã (decorrência dos decretos estaduais nº 6 e 78). Essa condição se manteve por três anos, até a nova restituição da autonomia de Salinas (decreto 1.002 de 29 de junho de 1933).
A cidade mudou de nome para Salinópolis em 1943, por força do decreto-lei estadual nº 4.505, de 30 de dezembro, nome que se mantém até os dias atuais.

## Geografia
Município paraense localizada à uma latitude 00º36'49" sul e à uma longitude 47º21'22" oeste, na Região Norte do Brasil, mais especificamente na Região Geográfica de Capanema (na Região Geográfica Intermediária de Castanhal), formado por uma população estimada de 48 168 habitantes (IBGE 2024), distribuida em uma área de 218,8 km².

## Economia e Turismo
Salinópolis é uma cidade majoritariamente turística, sendo considerada a cidade-polo da zona do Salgado Paraense,devido a sua economia e sua população, além disso e bastante conhecida e procurada por suas praias de água salgada próximo à capital do estado. A cidade carrega algumas das mais famosas praias do estado do Pará, como: Maçarico, Corvinas, Farol Velho e Atalaia e outras pouco conhecidas como as praias do Espadarte e do Cocal.